# Championnat de Mauritanie de football 2010
Navigation
Édition précédente Édition suivante
La saison 2010 du Championnat de Mauritanie de football est la trente-et-unième édition de la Première Division, le championnat national de première division en Mauritanie. Les douze équipes engagées sont regroupées au sein d'une poule unique où elles affrontent deux fois leurs adversaires, à domicile et à l'extérieur. En fin de saison, les deux derniers du classement sont promus et remplacés par les deux meilleurs clubs de deuxième division.
C'est le tenant du titre, l'ASC SNIM (renommé depuis le CF Cansado) qui remporte à nouveau la compétition cette saison après avoir terminé en tête du classement, avec un seul point d'avance sur le FC Tevragh Zeïna et six sur l'ASAC Concorde. C'est le second titre de champion de Mauritanie de l'histoire du club.

## Participants
- ASC Nasr de Sebkha
- CF Cansado[1]
- ASC Mauritel
- ACS Ksar
- ASAC Concorde
- ASC Dar El Barka - Promu de D2
- ASC Kédia
- ACAS Teyarett - Promu de D2
- ASC El Ahmedi
- ASC Dar Naïm
- FC Nouadhibou
- FC Tevragh Zeïna

## Compétition

### Classement
Le classement est établi sur le barème de points suivant : victoire à 3 points, match nul à 1, défaite à 0.
| Rang | Équipe             | Pts | J  | G  | N | P  | Bp | Bc | Diff |
| ---- | ------------------ | --- | -- | -- | - | -- | -- | -- | ---- |
| 1    | CF CansadoT        | 46  | 22 | 13 | 7 | 2  | 30 | 13 | +17  |
| 2    | FC Tevragh ZeïnaC  | 45  | 22 | 14 | 3 | 5  | 48 | 14 | +34  |
| 3    | ASAC Concorde      | 40  | 22 | 12 | 4 | 6  | 39 | 22 | +17  |
| 4    | ACS Ksar           | 35  | 22 | 9  | 8 | 5  | 23 | 14 | +9   |
| 5    | FC Nouadhibou      | 33  | 22 | 9  | 6 | 7  | 21 | 17 | +4   |
| 6    | ASC Kédia          | 33  | 22 | 9  | 6 | 7  | 27 | 30 | -3   |
| 7    | ASC Nasr de Sebkha | 32  | 22 | 9  | 5 | 8  | 32 | 27 | +5   |
| 8    | ASC Mauritel       | 31  | 22 | 9  | 4 | 9  | 26 | 27 | -1   |
| 9    | ASC El Ahmedi      | 23  | 22 | 5  | 8 | 9  | 14 | 22 | -8   |
| 10   | ACAS TeyarettP     | 22  | 22 | 5  | 7 | 10 | 19 | 32 | -13  |
| 11   | ASC Dar El BarkaP  | 14  | 22 | 4  | 2 | 16 | 18 | 46 | -28  |
| 12   | ASC Dar Naïm       | 9   | 22 | 1  | 6 | 15 | 10 | 43 | -33  |

|  | Qualification pour la Ligue des champions de la CAF 2011                                   |
|  | Qualification pour la Coupe de la confédération 2011                                       |
|  | Relégation directe en deuxième division                                                    |
|  | T : Tenant du titre C : Vainqueur de la Coupe de Mauritanie P : Promu de deuxième division |

## Bilan de la saison
| Championnat de Mauritanie de football 2010 |                       |
| Champion                                   | CF Cansado (2e titre) |
| Coupes et trophées                         |                       |
| Vainqueur de la Coupe de Mauritanie 2010   | FC Tevragh Zeïna      |
| Qualifications continentales               |                       |
| Ligue des champions de la CAF 2011         | CF Cansado            |
| Coupe de la confédération 2011             | FC Tevragh Zeïna      |
| Promotions et relégations                  |                       |
| Promus en Première division                | ASC Imraguens         |
| Promus en Première division                | ASC Police            |
| Relégués en Deuxième division              | ASC Dar El Barka      |
| Relégués en Deuxième division              | ASC Dar Naïm          |